# ورل‌گرل
ورل‌گرل (انگلیسی: WhirlGirl) یک شخصیت ابرقهرمان است.